# Alèdua (hrad)
Hrad Alèdua je arabská pevnost postavená na konci 12. století, která stojí na kopci na levém břehu řeky Magro na území obce Llombai v Ribera Alta.
Má centrální obdélníkovou věž se třemi podlažími a suterén postavený technikou tàpia. Je to velmi podobné jako u jiných hradů v této části islámské Valencie, jako je Torre Mussa, Torre Espioca, Almussafes a další. V současné době je v havarijním stavu.
Je španělskou kulturní památkou (R-I-51-0010636).